# V. Pál pápa
V. Pál (1552. szeptember 17., Róma – 1621. január 28., Róma) néven lépett a katolikus egyház trónjára a történelem 233. pápája 1605-től haláláig. A Borghese egyházfő nemcsak a katolikus egyház belső reformját, hanem az ellenreformációt is hatékonyan támogatta. Pontifikátusa alatt került sor a fehérhegyi ütközetre II. Ferdinánd, német-római császár és a protestánsok között. Igazi jogászpápa volt, aki kizárólag az írott törvényekben látta a jövőt, ami gyakran a pápai hatalom középkori erejének álomképeit vetítette uralkodására. Ez irányú törekvése a Velencei Köztársasággal súlyos összeütközéshez vezetett. Az ellentétek rövid egyházszakadáshoz vezettek, és Pál nem riadt vissza még a dózse, a Szenátus kiközösítésétől, valamint Velence interdictum alá vetésétől sem. A pápa és Velence küzdelme végül francia közvetítéssel megegyezéssel végződött. Pálnak kiterjedt külkapcsolatai is jellemzőek voltak uralkodásának tizenhat évére. Ezek közül kiemelkednek az Angliával és Japánnal folytatott tárgyalásai.

## Származása és korai karrierje
1552-ben született Rómában Camillo Borghese néven. Egész életében és főként pontifikátusa alatt büszkén hangoztatta, hogy az örök város szülöttje, noha családja nem sokkal születése előtt költözött Rómába. Az Itália-szerte nagy befolyással bíró Borghese família eredetileg Sienából származott, ahol gyakran irányító szerepet töltöttek be. De a Medici-családdal folytatott hatalmi harcokban a Borghesék alul maradtak, így kénytelenek voltak elhagyni a várost. 

Camillo viszont egész gyermekkorát Rómában töltötte, majd családja támogatásával innen került el Padova és Perugia egyetemeire, ahol jogot hallgatott. Kiváló eredményekkel végezte tanulmányait, így amikor hazatért, a Római Kúria azonnal alkalmazásába vette. Lassan, de biztosan haladt felfelé az egyházi ranglétrán, és VIII. Kelemen pápa idejében a pápai udvar egyik elismert egyházjogásza lett. 1588-ban Bologna pápai követének helyettese lett, Kelemen pedig Spanyolországba küldte teljes jogú követeként, majd 1596-ban bíborosi rangra emelte. 1603-ban Róma vikáriusa és inkvizítora lett.

## A jogászpápa uralkodása

### Konklávé
A Medici XI. Leó pápa még egy hónapot sem tölthetett az egyház élén, és 1605. április 27-én váratlanul meghalt. Az előírt gyász betartása után a bíborosi kollégium Rómában konklávéra gyűlt össze. A kardinálisok minden jel szerint hosszas vitára számíthattak, hiszen már a hivatalos megnyitó előtt három igen erős párt körvonalai rajzolódtak ki. A felemelkedő Franciaország támogattotjai nem egészen értettek egyet a Habsburgok kiszemeltjeivel, de az legalább közös volt bennük, hogy ellenezték III. Fülöp spanyol király jelöltjeinek megválasztását. A pápaválasztáson széles körben legesélyesebbnek tartott Baroniust és Roberto Bellarminót éppen a spanyol bíborosok vétója miatt nem lehetett megválasztani. Fülöp úgy vélekedett a két kiváló klerikusról, hogy azok nyíltan ellenezték a spanyol korona politikáját. Úgy látszott, hogy a vita egyre jobban el fog mélyülni, amikor felmerült Borghese kardinális neve. Camillo nem törődött a politikával és a pápai udvarban kialakuló frakciókkal. Teljesen független volt, ugyanakkor az egész kollégium elismerte és tisztelte nézeteit és munkásságát. Úgy tűnt, hogy Camillo személye pártatlansága miatt elfogadható alternatíva a konklávé mindhárom erős pártjának, így 1605. május 16-án őt választották meg egyházfőnek. Május 29-én V. Pál néven megkoronázták, és ezzel kezdetét vette az utóbbi idők leghosszabb pontifikátusa.

### Ellentétek a Serenissimával
Pál már az első hónapokban sem tétlenkedett, és gyorsan kiderült, hogy az új egyházfő minden elődjénél komolyabban veszi az írott törvényeket. Miután beköltözött a vatikáni palotába, első dolga volt, hogy hazaküldje az összes bíborost vagy püspököt, akinek nem volt Rómában dolga. Szigorúan betarttatta a tridenti zsinat minden egyes betűjét, nem ismert kompromisszumot, és kortársai szerint inkább kíméletlen jogász maradt, mintsem diplomata. Ez a felfogás pedig sok problémát és nemzetközi konfliktust okozott a pápának. Ez leginkább akkor került felszínre, amikor Pál boncolgatni kezdte az egyházi bíróságok hatáskörét illetve az állam és az egyház kapcsolatát. Amíg Pál a pápai államon belül igyekezett érvényt szerezni kissé idejétmúlt törvényeinek, nem is volt túl nagy baj. De a pápa úgy vélte, hogy középkori elődjeinek államvezetésbe is beleszóló jogosítványai rá is vonatkoznak. Elsőként Itália államait állította célkeresztbe. A papságra vonatkozó más törvényhozást is nehezen nyelte le a legtöbb szuverén állam, de amikor Pál felfedte kormányzati ambícióit, végleg elmérgesedett a kapcsolata a legtöbb szomszédos állammal. Nápoly hosszú teológiai és jogi vitákra rendezkedett be, de a legvérmesebb ellenfélnek a Velencei Köztársaság bizonyult. 

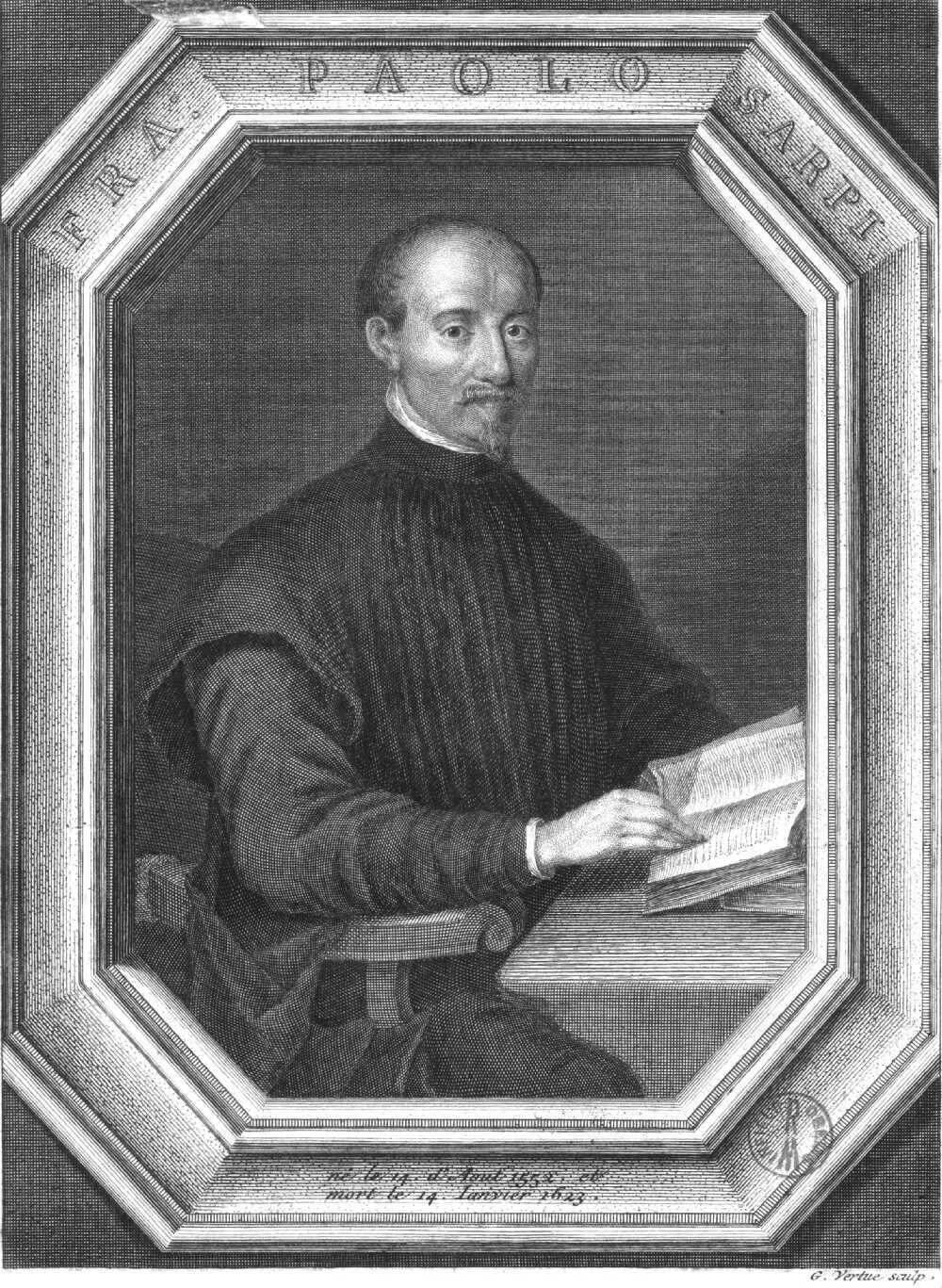
Paolo Sarpi portréja

A Serenissima már Pál első próbálkozásainál teljes erőbedobással ellentámadásba lendült. A velencei dózse nem volt hajlandó elfogadni, hogy a papság a velencei polgári bíróságok hatályán kívül esik. Ezért a büszke köztársaság azonnal két törvényt bocsátott ki, amely teljes ellentétben állt a római kúria szándékaival. Az első szerint a Serenissimában tilos volt az egyház javára lemondani bármilyen birtokról, a második pedig állami beleegyezéshez kötötte egy új templom építését. Ráadásul a velencei bíróságok elé állítottak két papot is, akiket a dózse törvényszéke börtönbüntetésre ítélt. A felháborító intézkedések ellen Pál azonnal tiltakozott. A két itáliai hatalom közötti vita egyre jobban elmérgesedett, és napról napra átterelődött a szó az egyház és az állam kapcsolatára, ami miatt tulajdonképpen az egész viszály igazán jelentőssé vált. Itt ugyanis már modern értelemben is felvetődött az egyház és az állam különválásának gondolata. A vitában az egyház érdekeit Caesar Baronius és Bellarmin Szent Róbert bíboros képviselték, akikkel szemben egy kiváló szervita szerzetes, Paolo Sarpi állt.
A pereskedés és vitázás mellett politikai síkon erősebb eszközök is felsorakoztak a viszályban. 1606. április 17-én Pál kiátkozta a dózsét, a velencei szenátust és a köztársaság egész kormányát. Ráadásul egész Velencét interdictum alá helyezte. A pápa erélyes fellépése válaszút elé kényszerítette a velencei klérust. Az interdictum miatt elvileg el kellett volna hagyniuk a köztársaságot, és nem lehetett volna misézni a Serenissima területén. De a papság nagy része hű maradt a velencei kormányzathoz. Az interdictumot egyedül a jezsuiták, a kapucinusok és a teatinusok tartották be. A három rend elhagyta a köztársaságot. A velencei papság különválásával egyházszakadás fenyegetett, főleg miután a dózse az anglikán egyház mintájára velencei egyházat akart kiépíteni. A közel egy éven keresztül húzódó ellentétnek spanyol és francia közvetítéssel szakadt vége. A béke mindazonáltal egyáltalán nem tűnt diadalmenetnek Pál számára. Velence nem akarta visszavonni a két egyházellenes törvényt, mindössze azt adta írásba, hogy a tőle megszokott kegyességgel kezeli majd a helyzetet. A pápának be kellett érnie ennyivel, és Pál 1607. március 22-én visszavonta az átkot és az interdictumot. A velencei hatóságok újra visszafogadták a teatinusokat és a kapucinusokat, de a jezsuitákat kitiltották a köztársaságból. A dózse nyilatkozata szerint Jézus Társasága a pápa kémhálózataként működik, ami a Serenissima fejlődését gátolja.

### Pál külpolitikája
Pál hosszú uralkodása alatt a legkiemelkedőbb külpolitikai esemény mindenképpen a harmincéves háború volt. 1618 májusában Prágában robbant ki a protestantizmus és a katolicizmus ellentétének leplébe burkolt háború. A kirobbant harcok mindenképpen nagy tétet jelentettek a pápaságnak. A II. Mátyás majd II. Ferdinánd által vezetett Katolikus Liga erői egyrészt a Habsburgok uralmának védelméért, másrészt a katolikus hitért ragadtak fegyvert. Pál eleinte az augsburgi vallásbéke mellett állt ki, de a háború tétjét látva gyorsan Ferdinánd támogatása mellett szánta el magát. Jelentős pénzösszegekkel és haderővel is támogatta a Habsburg uralkodót, hogy sikerüljön meggátolnia egy szuverén protestáns állam létrejöttét. Pál még megélhette a fehérhegyi csata diadalmas hírét, amely azonban közel sem jelentette a háború végét.

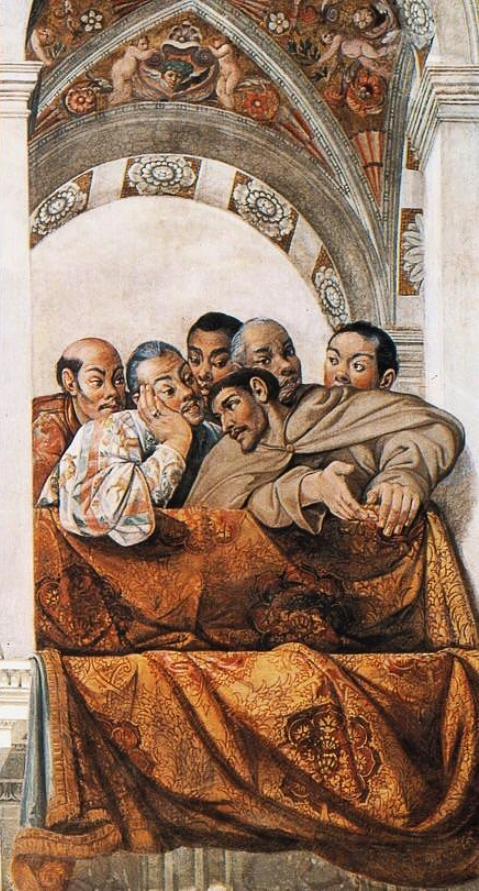
A kép Haszekura Cunenaga római látogatásakor készült, amelyen a japán szamuráj egy ferencessel vitázik. A freskó 1615-ben készült, a Palazzo Quirinale, Sala Regia termében.

A pápa kiterjedt diplomáciai kapcsolatai leginkább a katolikus hit elterjedését és térhódítását célozta meg. Pontifikátusa alatt Itáliát nem dúlta háború, de vallási viták annál inkább. Velence mellett Pálnak Angliával is meggyűlt a baja. 1606. július 9-én az egyházfő levelet írt I. Jakab angol királynak, amelyben gratulált királlyá koronázásához. Az angol királyi udvarban Pál levelét több okból sem fogadták olyan szívesen. Egyrészt Jakab akkor már három éve uralkodott, másrészt éppen egy évvel azelőtt merényletet követtek el Jakab ellen, amelyben pápai ügynökök is részt vettek, legalábbis az angol nyomozók szerint. pál egy következő levélben azt kérte Jakabtól, hogy az országában élő katolikusokat ne kényszerítse olyan hűségeskü tételére, amely nem fér össze hitükkel. A levél homályosan utal a merénylet pápai támogatására is, ugyanis abban az egyházfő azt írja, hogy ne büntesse az összes katolikust egy maroknyi katolikus vétke miatt. Cserébe Pál megígérte a királynak, hogy bullában kéri Anglia katolikusait, legyenek hű alattvalói Jakabnak. De az uralkodó nem törődött a pápa levelével, és olyan hűségesküt állított össze, amely egy 17. századi katolikusnak nem volt elfogadható. Pál 1606. szeptember 22-én elítélte az angol uralkodó tettét.
V. Pál diplomáciai kapcsolatai a pápaság történetében nem először túlmutattak Európa határain. 1615 novemberében V. Pál fogadta Haszekura Cunenaga szamurájt Japánból. A világutazó szamuráj két okból is érkezett a római udvarhoz. Egyrészt misszionáriusokat kért Páltól, hogy a korábban megindított keresztény térítést folytatni lehessen, másrészt kereskedelmi engedélyt kért hazájának Mexikó területével. Pál több misszionáriust is küldött a távol-keleti országba, de a kereskedelmi ügyekben III. Fülöp királyhoz irányította a szamurájt.

### A római kúria ügyei
Pál hosszú pontifikátusa alatt igazán a múlt játszotta a főszerepet. A tridenti zsinat és a korábbi egyházi szabályzatok gyakorlati megvalósítását és annak erősítését tekintette Pál a legfontosabbnak. Éppen ezért jelentős új egyházi folyamatok nem történtek Pál uralkodása alatt. A pápa mindenképpen támogatta az inkvizíciót, amelynek keretében 1616-ban Pál elítélte Galileo Galilei tanait, és Bellarmine bíboros levelében felszólította a tudóst, hogy hagyjon fel Kopernikusz heliocentrikus világképének tanulmányozásával. Ugyanakkor az mind a mai napig vitatott, hogy a bíboros tanainak terjesztését is megtiltotta-e a tudósnak. 

Pál szentté avatta Borromei Szent Károlyt és Római Szent Franciskát. Többek között boldoggá avatta Loyolai Szent Ignácot és Néri Szent Fülöpöt is. Még 1605-ben megalapította a Banco di Santo Spiritót, azaz a Szentlélek Bankját, amely egészen a 20. századig a Vatikán hivatalos bankja maradt.
Minden törvénytisztelete ellenére V. Pál szerette a fényűzést, és több pompás épületet is hagyott hátra, ráadásul a nepotizmus is árnyékot vetett tiszta erkölcseire. A Borghese család hatalmi fellendülése miatt Pál bíborossá kreálta egyik unokaöccsét, Scipione Borghesét. V. Pál pontifikátusa alatt fejezték be a több mint egy évszázada épülő Szent Péter-bazilikát. A pápa bővítette a Vatikáni Apostoli Könyvtár hatalmas gyűjteményét, és az örök város körülményeit is javította. A pápai kincstárból felújíttatta Traianus császár vízvezetékét, amelyet tiszteletére Acqua Paolina névre kereszteltek át. Ezzel a pápa vizet juttatott a Tevere túlsó partjára és a Borgo városrészbe. Pál 1621. január 28-án halt meg. Földi maradványait a Santa Maria Maggiore-bazilika lenyűgöző Borghese-kápolnájában helyezték örök nyugalomra.

## Művei
- Documenta Catholica Omnia (latin nyelven). Cooperatorum Veritatis Societas. (Hozzáférés: 2011. december 6.)